# W32Dasm
W32Dasm是一個用於Win32環境下的組合語言的反組譯與除錯工具。常用於破解軟體的保護。例如使用對照法，使用2台一樣的環境，但一台採用合法的程序，另一台使用不合法的程序，然後以單步執行的方式，直到找出兩台跑進不同程式碼的差異為止，藉此找出破解保護的程式碼跳躍點位置。
此工具軟體版本眾多，原始出處已不可考。

## 相關書籍
- 看雪. . 电子工业出版社.